# Cheiracanthium melanostomum
Cheiracanthium melanostomum là một loài nhện trong họ Miturgidae.
Loài này thuộc chi Cheiracanthium. Cheiracanthium melanostomum được Tord Tamerlan Teodor Thorell miêu tả năm 1895.